# Lutz Heßlich
Lutz Heßlich (Ortrand, 17 de enero de 1959) es un deportista de la RDA que compitió en ciclismo en la modalidad de pista, especialista en la prueba de velocidad individual.
Participó en dos Juegos Olímpicos de Verano, Moscú 1980 y Seúl 1988, obteniendo una medalla de oro en cada edición, en la prueba de velocidad individual.
Ganó ocho medallas en el Campeonato Mundial de Ciclismo en Pista entre los años 1977 y 1987.

## Medallero internacional
| Juegos Olímpicos   | Juegos Olímpicos                  | Juegos Olímpicos  | Juegos Olímpicos         |
| Año                | Lugar                             | Medalla           | Competición              |
| ------------------ | --------------------------------- | ----------------- | ------------------------ |
| 1980               | Moscú (URSS)                      | Medalla de oro    | Velocidad individual     |
| 1988               | Seúl (Corea del Sur)              | Medalla de oro    | Velocidad individual     |
| Campeonato Mundial |                                   |                   |                          |
| Año                | Lugar                             | Medalla           | Competición              |
| 1977               | San Cristóbal (Venezuela)         | Medalla de bronce | Velocidad individual (A) |
| 1979               | Ámsterdam (Países Bajos)          | Medalla de oro    | Velocidad individual (A) |
| 1981               | Brno (Checoslovaquia)             | Medalla de plata  | Velocidad individual (A) |
| 1982               | Leicester (Reino Unido)           | Medalla de plata  | Velocidad individual (A) |
| 1983               | Zúrich (Suiza)                    | Medalla de oro    | Velocidad individual (A) |
| 1985               | Bassano (Italia)                  | Medalla de oro    | Velocidad individual (A) |
| 1986               | Colorado Springs (Estados Unidos) | Medalla de plata  | Velocidad individual (A) |
| 1987               | Viena (Austria)                   | Medalla de oro    | Velocidad individual (A) |

## Palmarés
- 1976
  - Campeón del mundo júnior en Velocidad
- 1977
  - Campeón del mundo júnior en Velocidad
- 1978
  - 1.º en el Gran Premio de París en velocidad
- 1979
  - Campeón del mundo velocidad amateur
  - 1.º en el Gran Premio de París en velocidad
- 1980
  - Medalla de oro a los Juegos Olímpicos de Moscú en Velocidad individual
- 1982
  - 1.º en el Gran Premio de Copenhague en velocidad amateur
- 1983
  - Campeón del mundo velocidad amateur
  - 1.º en el Gran Premio de París en velocidad
- 1984
  - 1.º en el Gran Premio de Copenhague en velocidad amateur
- 1985
  - Campeón del mundo velocidad amateur
  - 1.º en el Gran Premio de París en velocidad
- 1986
  - 1.º en el Gran Premio de Copenhague en velocidad amateur
- 1987
  - Campeón del mundo velocidad amateur
  - 1.º en el Gran Premio de París en velocidad
  - 1.º en el Gran Premio de Copenhague en velocidad amateur
- 1988
  - Medalla de oro a los Juegos Olímpicos de Seúl en Velocidad individual
  - 1.º en el Gran Premio de París en velocidad
  - 1.º en el Gran Premio de Copenhague en velocidad amateur